# Mikroma

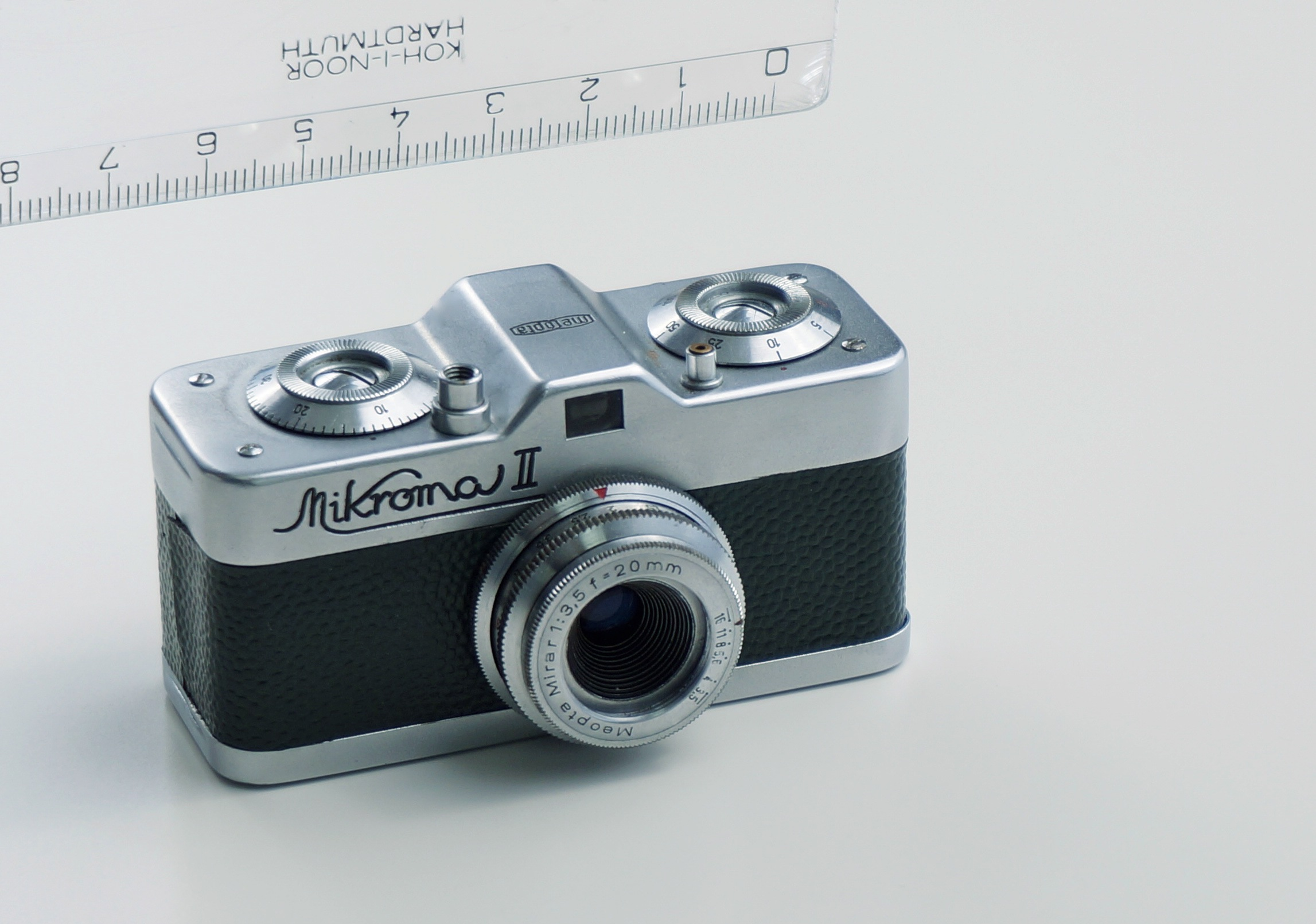
Mikroma II

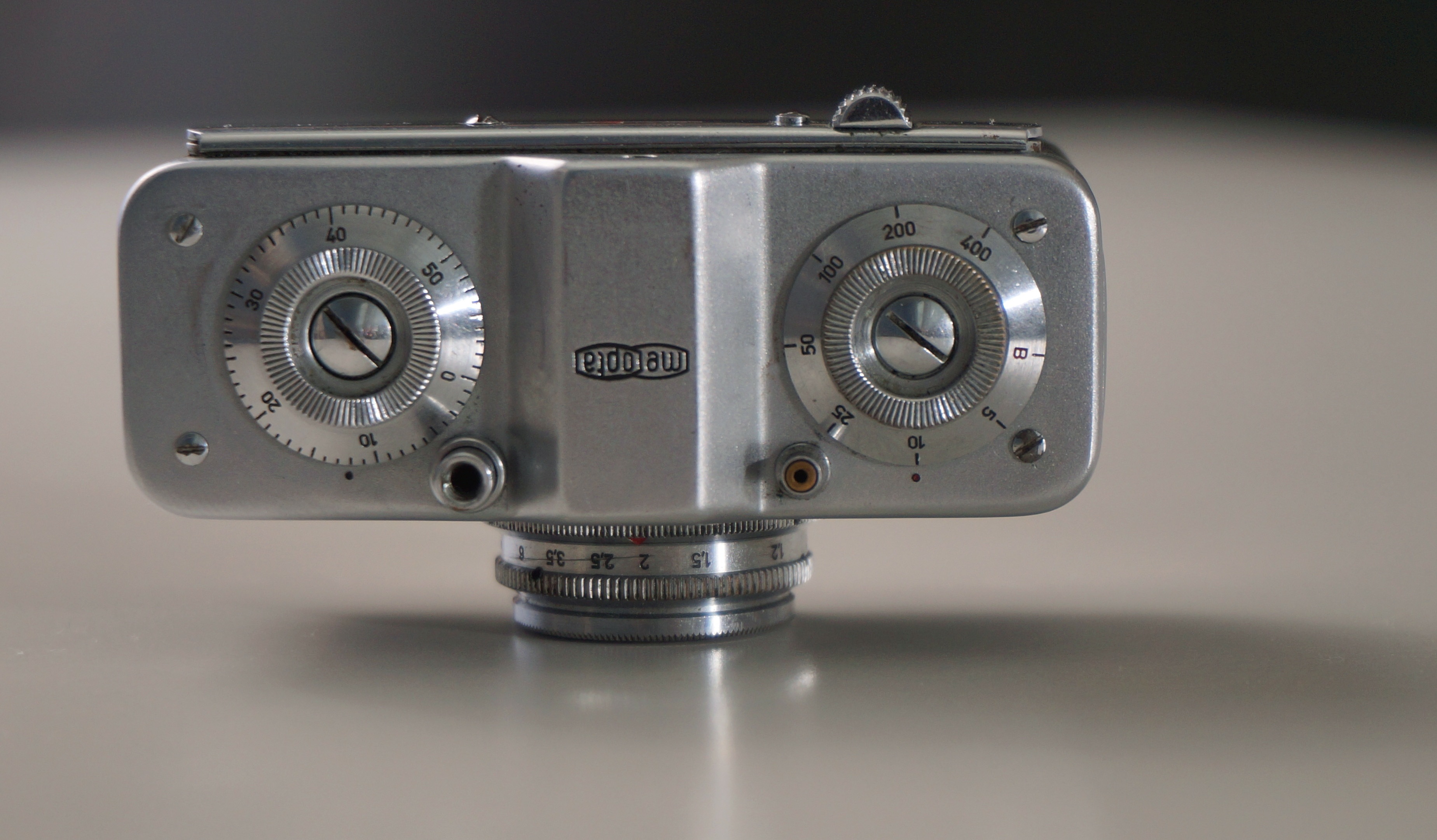
Československý fotoaparát Mikroma II

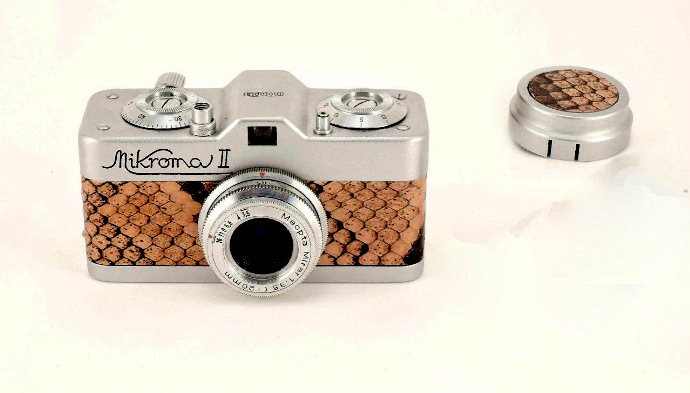
hadí kůže Mikroma II
pozor - jedná se o dodatečnou změnu polepu, provedenou v nedávné době!

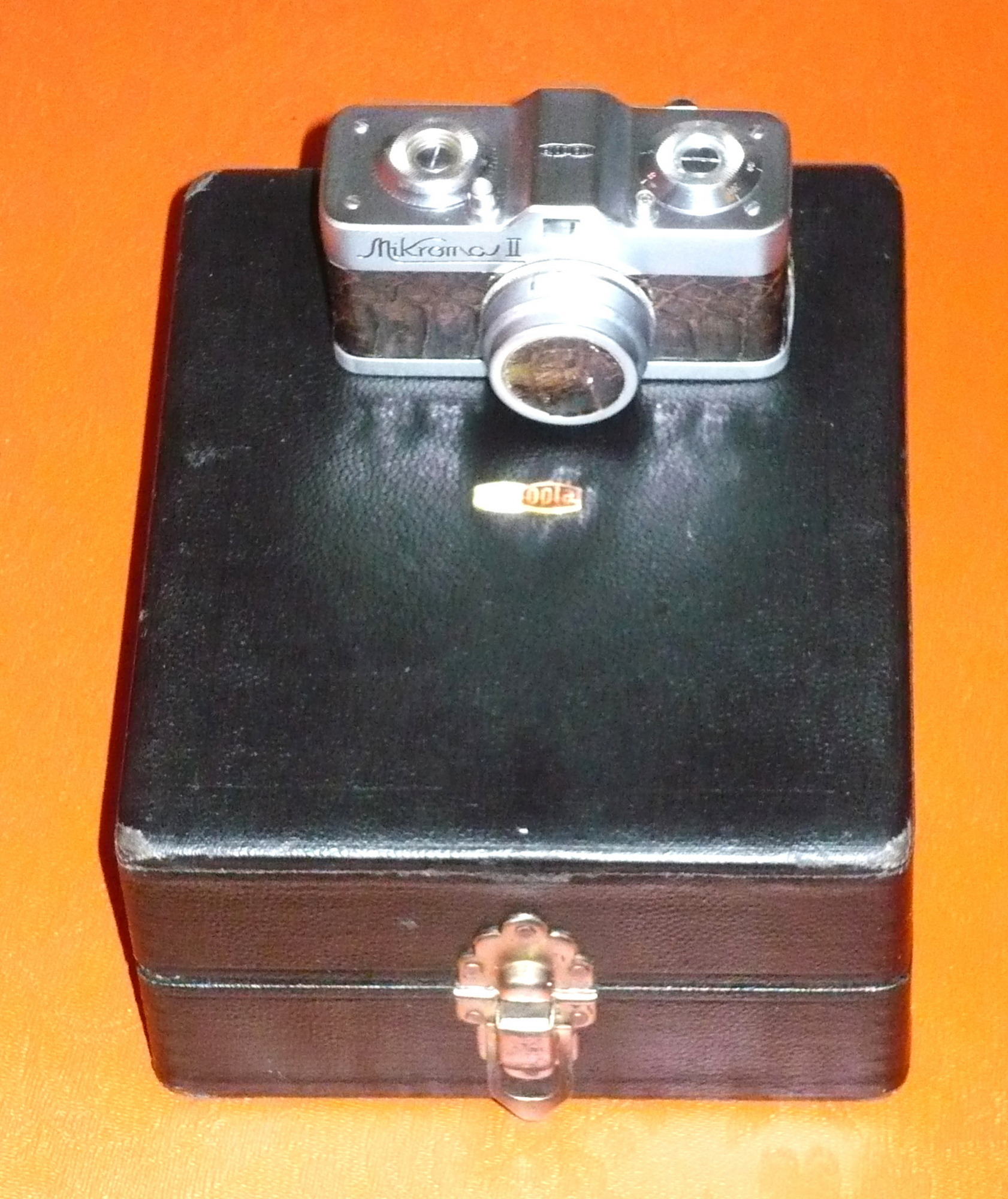
Dark brown snake skin Mikroma II with Meopta presentation wood box - pozor - jde o novodobou adaptaci pouzdra, které bylo původně určeno pro elektrotechnické měřící přístroje typu Megmet a podobné!

Mikroma je značka miniaturních fotoaparátů, které byly vyráběny od roku 1946 do 60. let 20. století československou společností Meopta. Fotoaparáty používají 16 mm film s jednostrannou perforací, formát negativu je 11×14 mm. Na jednu cívku filmu se vejde 50 snímků. Verze Stereo Mikroma se dvěma objektivy slouží ke snímání stereoskopických záběrů pro stereokotoučky.
Model Mikroma II obdržel zlatou medaili na světové výstavě Expo 58. Tento fotoaparát o rozměrech 40×74×38 mm je vybaven tříčočkovým anastigmatickým objektivem 1:3,5/20 mm a průhledovým hledáčkem.